# Aşk Laftan Anlamaz
Aşk Laftan Anlamaz ist eine türkische Drama-Serie, 
die zwischen dem 15. Juni 2016 und dem 19. Februar 2017 auf Show TV ausgestrahlt wurde.

## Inhalt
Die Serie spielt in Istanbul und folgt der Liebesgeschichte zwischen Hayat Uzun und Murat Sarsılmaz. Hayat stammt aus einer konservativen Familie aus Giresun und lebt mit ihren Freundinnen in Istanbul. Ihre Mutter zwingt sie dazu, eine Anstellung zu finden, da sie sonst in ihre Heimatstadt zurückkehren muss. Durch eine Verwechslung erhält sie einen Job in der Modefirma Sarte, die Murat Sarsılmaz gehört.
Murat ist der wohlhabende und disziplinierte Erbe des Unternehmens. Ohne zu wissen, dass Hayat ihm nicht die Wahrheit über ihre Identität gesagt hat, verliebt er sich in sie.

## Besetzung
| Schauspieler   | Rolle           | Folge |
| -------------- | --------------- | ----- |
| Hande Erçel    | Hayat Uzun      | 1–32  |
| Burak Deniz    | Murat Sarsılmaz | 1–32  |
| Özcan Tekdemir | Aslı            | 1–32  |
| Merve Çağıran  | İpek            | 1–32  |
| Oğuzhan Karbi  | Doruk Sarsılmaz | 1–32  |
| Demet Gül      | Tuval           | 1–52  |
| Süleyman Felek | Kerem           | 1–32  |
| Metin Akpınar  | Nejat Sarsılmaz | 1–32  |

## Produktion
Die Serie wurde von Bi Yapım produziert und unter der Regie von Bahadır İnce gedreht. Die Drehorte befinden sich in Istanbul. Die Musik der Serie komponierte Alp Yenier. In der Hauptrolle spielen Burak Deniz, Hande Erçel, Oğuzhan Karbi, Özcan Tekdemir, Merve Çağıran, Süleyman Felek und Demet Gül.
Die Serie wurde von Show TV produziert und wurde am 15. Juni 2016 ausgestrahlt. Sie umfasst insgesamt 32 Episoden, die jeweils etwa 120 Minuten dauern.